# 自衛隊武器補給処前誤爆事件
自衛隊武器補給処前誤爆事件（じえいたいぶきほきゅうしょまえごばくじけん）とは、1975年9月15日に東京都北区で発生した事件。
日本の新左翼の共産主義者同盟怒涛派が起こした事件である。

## 事件の概要
1975年9月15日午前2時58分頃、北区立稲付中学校裏の道に停めてあった白い乗用車が突然大音響とともに爆発した。近くの印刷会社の従業員が駆け付けたところ、車の中には二人の男がいた。助手席にいた男は両手首が吹っ飛び、内臓破裂で既に死亡していた。そして運転席の男は両手首を負傷しており、ただちに日大板橋病院に搬送された。
警視庁公安部は運転免許証などの遺留品を調べた結果、負傷した男は怒濤派の活動家であることが判明したため、搬送先の病院で緊急逮捕された。
現場近くには、陸上自衛隊の武器補給処がある十条駐屯地赤羽支処（現在は廃止され、ナショナルトレーニングセンター及び赤羽自然観察公園となっている）があった。公安部は、武器補給処に爆弾を投げ込み、駐屯地内の爆弾を誘発させる爆弾テロを敢行しようとしたが、何らかの手違いで誤爆してしまったものと断定した。